# 龍杜
龙杜（Rundu），是纳米比亚北部奥卡万戈区首府，位于奥卡万戈河南岸，隔河与安哥拉相望，人口44413人（2001年）。
龙杜原为汽车站，后发展成为重要的劳动力市场和贸易站。1936年，龙杜取代恩库伦库鲁，成为奥卡万戈区首府。
17°55′0″S 19°46′0″E / 17.91667°S 19.76667°E